# Ткаченко, Екатерина Игоревна
Екатери́на И́горевна Ткаче́нко (род. 7 марта 1995 в Хараре, Зимбабве) — российская горнолыжница, обладательница Кубка Азии и Дальнего Востока (Far East Cup) 2021 года в общем зачете и в слалом-гиганте, двукратная чемпионка зимней Универсиады 2019 года, чемпионка России в слаломе-гиганте в 2021 году, чемпионка России 2019 года в слаломе, гигантском слаломе, комбинации, чемпионка России в слаломе 2017 года, двукратная чемпионка России 2015 года, чемпионка России среди юниоров, бронзовый призёр юношеских Олимпийских игр 2012 года в слаломе, победительница этапов Кубка Дальнего Востока. С 2014 года член первой сборной команды России. Мастер спорта России международного класса. Специализируется в технических дисциплинах.
За карьеру шесть раз попадала в 30-ку лучших на этапах Кубка мира, лучшее достижение — 18-е место в гигантском слаломе в октябре 2020 года.

## Биография
Родилась 7 марта 1995 года в Хараре, Зимбабве. Занимается горными лыжами с 1998 года. Первый тренер — А. А. Гавва.
В 2016 году окончила РАНХиГС при Президенте России, в 2014 году окончила лыжную академию в г. Штамсе (Австрия).

### Попадания в 30-ку лучших на этапах Кубка мира (6)
| № | Сезон   | Дата        | Место проведения | Дисциплина          | Место | Отчёт |
| - | ------- | ----------- | ---------------- | ------------------- | ----- | ----- |
| 1 | 2016/17 | 10 янв 2017 | Флахау           | Слалом              | 28    |       |
| 2 | 2017/18 | 7 янв 2018  | Краньска-Гора    | Слалом              | 26    |       |
| 3 | 2019/20 | 15 дек 2019 | Санкт-Мориц      | Параллельный слалом | 25    |       |
| 4 | 2019/20 | 4 янв 2020  | Загреб           | Слалом              | 30    |       |
| 5 | 2020/21 | 17 окт 2020 | Зёльден          | Гигантский слалом   | 18    |       |
| 6 | 2021/22 | 8 янв 2022  | Краньска-Гора    | Гигантский слалом   | 23    |       |

### Спортивные достижения
- 2021
  - Чемпионат России, Елизово, 1 место, гигант - https://www.fis-ski.com/DB/general/results.html?sectorcode=AL&competitorid=165184&raceid=105751
  - Кубок Азии и Дальнего Востока (FEC), Южно-Сахалинск, 2 место, слалом - гигант - https://www.fis-ski.com/DB/general/results.html?sectorcode=AL&competitorid=165184&raceid=106327
  - Кубок Азии и Дальнего Востока (FEC), Южно-Сахалинск, 2 место, слалом - гигант - https://www.fis-ski.com/DB/general/results.html?sectorcode=AL&competitorid=165184&raceid=106329
  - Кубок Азии и Дальнего Востока (FEC), Южно-Сахалинск, 2 место, слалом - https://www.fis-ski.com/DB/general/results.html?sectorcode=AL&competitorid=165184&raceid=106331
  - Кубок Азии и Дальнего Востока (FEC), Южно-Сахалинск, 3 место, слалом - https://www.fis-ski.com/DB/general/results.html?sectorcode=AL&competitorid=165184&raceid=107304
  - Кубок Азии и Дальнего Востока (FEC), Южно-Сахалинск, 1 место, слалом - гигант - https://www.fis-ski.com/DB/general/results.html?sectorcode=AL&competitorid=165184&raceid=106163
  - Кубок Азии и Дальнего Востока (FEC), Южно-Сахалинск, 1 место, слалом - гигант - https://www.fis-ski.com/DB/general/results.html?sectorcode=AL&competitorid=165184&raceid=106161

2019 -

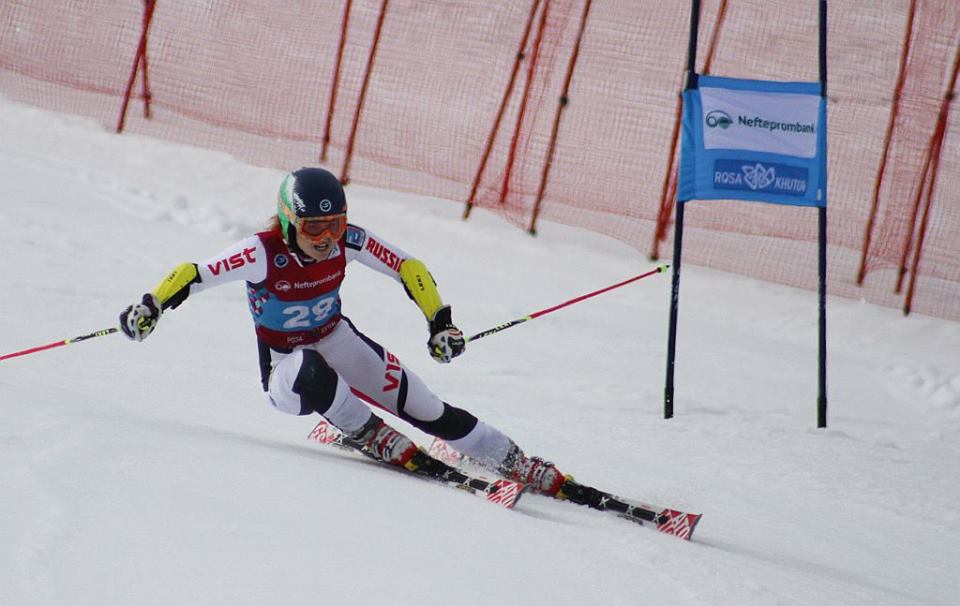

- - FIS, Елизово, 1 место, гигант - https://www.fis-ski.com/DB/general/results.html?sectorcode=AL&competitorid=165184&raceid=98333

Чемпионат России, Елизово, 1 место, гигант - https://www.fis-ski.com/DB/general/results.html?sectorcode=AL&competitorid=165184&raceid=98330
FIS, Елизово, 1 место, слалом - https://www.fis-ski.com/DB/general/results.html?sectorcode=AL&competitorid=165184&raceid=98327
Чемпионат России, Елизово, 1 место, слалом - https://www.fis-ski.com/DB/general/results.html?sectorcode=AL&competitorid=165184&raceid=98324
Кубок Азии и Дальнего Востока (FEC), Южно-Сахалинск, 2 место, слалом - https://www.fis-ski.com/DB/general/results.html?sectorcode=AL&competitorid=165184&raceid=96130
Кубок Азии и Дальнего Востока (FEC), Южно-Сахалинск, 2 место, гигант - https://www.fis-ski.com/DB/general/results.html?sectorcode=AL&competitorid=165184&raceid=96126
Кубок Азии и Дальнего Востока (FEC), Южно-Сахалинск, 2 место, гигант - https://www.fis-ski.com/DB/general/results.html?sectorcode=AL&competitorid=165184&raceid=96128
Кубок Азии и Дальнего Востока (FEC), Южно-Сахалинск, 3 место, супер гигант - https://www.fis-ski.com/DB/general/results.html?sectorcode=AL&competitorid=165184&raceid=96123
Кубок Азии и Дальнего Востока (FEC), Южно-Сахалинск, 3 место, супер комбинация - https://www.fis-ski.com/DB/general/results.html?sectorcode=AL&competitorid=165184&raceid=96122
Universiade Krasnoyarsk, слалом, 10 марта, 1 место - https://www.fis-ski.com/DB/general/results.html?sectorcode=AL&competitorid=165184&raceid=97369
Universiade Krasnoyarsk, Team Event, 9 марта , 2 место - https://www.fis-ski.com/DB/general/results.html?sectorcode=AL&competitorid=165184&raceid=97368
Universiade Krasnoyarsk, гигант, 7 марта, 1 место - https://www.fis-ski.com/DB/general/results.html?sectorcode=AL&competitorid=165184&raceid=97366
Universiade Krasnoyarsk, супер-комбинация, 4 марта, 5 место - https://www.fis-ski.com/DB/general/results.html?sectorcode=AL&competitorid=165184&raceid=97362
Universiade Krasnoyarsk, супер гигант, 3 марта, 19 место - https://www.fis-ski.com/DB/general/results.html?sectorcode=AL&competitorid=165184&raceid=97360
FIS World Ski Champioinships, Are (SWE), слалом, 26 место - https://www.fis-ski.com/DB/general/results.html?sectorcode=AL&competitorid=165184&raceid=95561
FIS World Ski Champioinships, Are (SWE), гигант, 35 место - https://www.fis-ski.com/DB/general/results.html?sectorcode=AL&competitorid=165184&raceid=95557
FIS World Ski Champioinships, Are (SWE) Team Event, 9 место, 12 февраля - https://www.fis-ski.com/DB/general/results.html?sectorcode=AL&competitorid=165184&raceid=95556
European Cup, Obdach (Aut)), слалом, 21 место, 05 февраля - https://www.fis-ski.com/DB/general/results.html?sectorcode=AL&competitorid=165184&raceid=95614
European Cup, Melchsee Frutt (Swiss), слалом, 21 место, 25 января - https://www.fis-ski.com/DB/general/results.html?sectorcode=AL&competitorid=165184&raceid=95618
FIS, Cerkno (SLO), гигант, 4 место, 17 января - https://www.fis-ski.com/DB/general/results.html?sectorcode=AL&competitorid=165184&raceid=96747
2018 г -
FIS, Полярные Зори, гигант, 3 место, 28 марта - https://www.fis-ski.com/DB/general/results.html?sectorcode=AL&competitorid=165184&raceid=93613
Олимпийские игры, Pyeong Chang (Korea), Alpine Team event, 9 место, 24.02 - https://www.fis-ski.com/DB/general/results.html?sectorcode=AL&competitorid=165184&raceid=91475
Олимпийские игры, Pyeong Chang (Korea), слалом, 32 место, 16.02 - https://www.fis-ski.com/DB/general/results.html?sectorcode=AL&competitorid=165184&raceid=91463
Кубок мира, Kranjska Gora, слалом - 26 место, 27.01 - https://www.fis-ski.com/DB/general/results.html?sectorcode=AL&competitorid=165184&raceid=90996
FIS, Flachau, Austria, декабрь 2017,  слалом - 2 место - https://www.fis-ski.com/DB/general/results.html?sectorcode=AL&competitorid=165184&raceid=94156
2017 г -
FIS, Южно-Сахалинск, Чемпионат России, гигант - 3 место - https://data.fis-ski.com/dynamic/results.html?sector=AL&competitorid=165184&raceid=89251
FIS, Южно-Сахалинск, Чемпионат России, слалом, 1 место - https://data.fis-ski.com/dynamic/results.html?sector=AL&competitorid=165184&raceid=89248
Участница юниорских чемпионатов мира 2012, 2014, 2015 и 2016 годов. Наиболее успешно выступила в марте 2016 года на чемпионате мира среди юниоров в Сочи, где заняла 8-е место в слаломе и 12-е место в гигантском слаломе.
FIS, Полярные Зори, гигант, 03 апреля  - 2 место (Первенство России - 1 место)
Чемпионат России, Полярные Зори, 02 апреля, гигант - 2 место
FIS, Полярные Зори, слалом, 01 апреля  - 2 место (Первенство России - 1 место)
Кубок Азии и Дальнего Востока (FEC), Южно-Сахалинск, слалом-гигант, 22 марта — 3 место
Кубок Азии и Дальнего Востока (FEC), Южно-Сахалинск, слалом, 21 марта — 1 место
Кубок Азии и Дальнего Востока (FEC), Южно-Сахалинск, слалом, 20 марта — 1 место
Кубок России, Красноярск, март 2016, слалом — 1 место
Чемпионат мира среди юниоров (WJSC) Сочи, март 2016, слалом- 8 место
Чемпионат мира среди юниоров (WJSC) Сочи, март 2016, слалом-гигант — 12 место
Кубок Европы, Боровец, Болгария, февраль 2016 г, слалом-гигант — 14 место
Кубок Европы, Пампорово, Болгария, февраль 2016 г, слалом — 14 место
2015 г
1. Чемпионат России, Южно-Сахалинск, слалом-гигант, март 2015 г — 1 место
2. Чемпионат России, Южно-Сахалинск, слалом, март 2015 г — 1 место
3. Первенство России, Южно-Сахалинск, слалом-гигант, март 2015 г — 1 место
4. Первенство России, Южно-Сахалинск, слалом, март 2015 г — 1 место
5. Кубок Южной Азии, Южно-Сахалинск, слалом, март 2015г — 1 место
6. Зимняя Всемирная Универсиада, Гранада, Испания, слалом — 4 место
2014 г
1. Чемпионат России, Полярные Зори, слалом-гигант, апрель 2014 г — 6 место
2. Первенство России среди Юниоров, Полярные Зори, слалом-гигант, апрель 2014 г — 3 место
2012 г
1. Кубок России 1 этап, ноябрь 2011, слалом — 2 место
2. Кубок России 1 этап, ноябрь 2011, слалом — 3 место
3. Международные соревнования FIS, Италия, Пфельдерс, слалом-гигант — 1 место
4. Международные соревнования FIS, Италия, Пфельдерс, слалом-гигант — 3 место

5. I Юношеские Олимпийские игры, Инсбрук, слалом — 3 место
2011 г
1. Чемпионат России, Полярные Зори, слалом-гигант, 04 апреля 2011 г — 3 место
2. Спартакиада учащихся России, Красноярск, слалом, 10 марта 2011 г — 3 место
3. Международные соревнования FIS, Италия, Ст. Валентино, юниорское Первенство Италии, слалом, 2 место
4. Международные соревнования FIS, Австрия, Вена, слалом, 2 место

2019 г
Весной 2019 года Екатерина Ткаченко стала первой в слаломе в рамках XXIX Всемирной зимней универсиады в Красноярске.